# Kazachs voetbalelftal in 2013
Het Kazachs voetbalelftal speelde in totaal negen interlands in het jaar 2013, waaronder zes duels in de kwalificatiereeks voor de WK-eindronde 2014 in Brazilië. De ploeg stond in 2012 onder leiding van de Tsjech Miroslav Beránek, de opvolger van de in 2010 opgestapte Bernd Storck. Op de FIFA-wereldranglijst steeg Kazachstan in 2013 van de 142ste (januari 2013) naar de 128ste plaats (december 2013).

## Balans
| Wedstrijden | Wedstrijden | Wedstrijden | Wedstrijden | Doelpunten | Doelpunten | Doelpunten | Punten |
| Gespeeld    | Winst       | Gelijk      | Verlies     | Voor       | Tegen      | Saldo      | Punten |
| ----------- | ----------- | ----------- | ----------- | ---------- | ---------- | ---------- | ------ |
| 9           | 3           | 1           | 5           | 10         | 16         | –6         | 0.778  |

## Interlands
|                                                              |                                                                      |       |                    |                                                                                      |
| 3 maart Vriendschappelijk № 143 «onderlinge duels» 18:30 uur | Kazachstan                                                           | 3 – 1 | Moldavië           | Mardan Spor Kompleksi, Antalya Toeschouwers: 100 Scheidsrechter: Hüseyin Göçek (TUR) |
| 3 maart Vriendschappelijk № 143 «onderlinge duels» 18:30 uur | Viktor Dmitrenko 33' Baurzhan Dzholchiev 59' Baurzhan Dzholchiev 90' |       | 86' Anatolie Doroş | Mardan Spor Kompleksi, Antalya Toeschouwers: 100 Scheidsrechter: Hüseyin Göçek (TUR) |

|                                                                     |            |                                                              |           |                                                                                  |
| 22 maart WK-kwalificatie Groep C № 144 «onderlinge duels» 17:00 uur | Kazachstan | 0 – 3                                                        | Duitsland | Astana Arena, Astana Toeschouwers: 29.400 Scheidsrechter: Anastasios Kakos (GRE) |
| 22 maart WK-kwalificatie Groep C № 144 «onderlinge duels» 17:00 uur |            | 20' Bastian Schweinsteiger 22' Mario Götze 74' Thomas Müller |           | Astana Arena, Astana Toeschouwers: 29.400 Scheidsrechter: Anastasios Kakos (GRE) |

|                                                                     |                                                                  |       |                         |                                                                                     |
| 26 maart WK-kwalificatie Groep C № 145 «onderlinge duels» 17:00 uur | Duitsland                                                        | 4 – 1 | Kazachstan              | Frankenstadion, Neurenberg Toeschouwers: 43.500 Scheidsrechter: Halis Özkahya (TUR) |
| 26 maart WK-kwalificatie Groep C № 145 «onderlinge duels» 17:00 uur | Marco Reus 23' Mario Götze 27' İlkay Gündoğan 31' Marco Reus 90' |       | 46' Heinrich Schmidtgal | Frankenstadion, Neurenberg Toeschouwers: 43.500 Scheidsrechter: Halis Özkahya (TUR) |

|                                                             |                    |       |                                  |                                                                                 |
| 4 juni Vriendschappelijk № 146 «onderlinge duels» 19:00 uur | Kazachstan         | 1 – 2 | Bulgarije                        | Zentralstadion, Almaty Toeschouwers: 15.200 Scheidsrechter: Aliyar Ağayev (AZE) |
| 4 juni Vriendschappelijk № 146 «onderlinge duels» 19:00 uur | Dmitriy Shomko 89' |       | 55' Georgi Iliev 60' Ivan Ivanov | Zentralstadion, Almaty Toeschouwers: 15.200 Scheidsrechter: Aliyar Ağayev (AZE) |

|                                                                  |                           |       |         |                                                                                    |
| 14 augustus Vriendschappelijk № 147 «onderlinge duels» 19:00 uur | Kazachstan                | 1 – 0 | Georgië | Astana Arena, Astana Toeschouwers: 13.500 Scheidsrechter: Siarhei Tsynkevich (BLR) |
| 14 augustus Vriendschappelijk № 147 «onderlinge duels» 19:00 uur | Sergej Chizjnitsjenko 17' |       |         | Astana Arena, Astana Toeschouwers: 13.500 Scheidsrechter: Siarhei Tsynkevich (BLR) |

|                                                                        |                                                       |       |                       |                                                                                |
| 6 september WK-kwalificatie Groep C № 148 «onderlinge duels» 17:00 uur | Kazachstan                                            | 2 – 1 | Faeröer               | Astana Arena, Astana Toeschouwers: 7.000 Scheidsrechter: Johnny Casanova (SMR) |
| 6 september WK-kwalificatie Groep C № 148 «onderlinge duels» 17:00 uur | Nurbol Zhumaskaliev 50' (pen.) Andrey Finonchenko 64' |       | 23' Fróði Benjaminsen | Astana Arena, Astana Toeschouwers: 7.000 Scheidsrechter: Johnny Casanova (SMR) |

|                                                                         |            |                       |        |                                                                                  |
| 10 september WK-kwalificatie Groep C № 149 «onderlinge duels» 17:00 uur | Kazachstan | 0 – 1                 | Zweden | Astana Arena, Astana Toeschouwers: 20.000 Scheidsrechter: Miroslav Zelinka (CZE) |
| 10 september WK-kwalificatie Groep C № 149 «onderlinge duels» 17:00 uur |            | 1' Zlatan Ibrahimović |        | Astana Arena, Astana Toeschouwers: 20.000 Scheidsrechter: Miroslav Zelinka (CZE) |

|                                                                       |                    |       |                        |                                                                                |
| 11 oktober WK-kwalificatie Groep C № 150 «onderlinge duels» 19:00 uur | Faeröer            | 1 – 1 | Kazachstan             | Tórsvøllur, Tórshavn Toeschouwers: 1.870 Scheidsrechter: Dumitru Muntean (MDA) |
| 11 oktober WK-kwalificatie Groep C № 150 «onderlinge duels» 19:00 uur | Hallur Hansson 41' |       | 55' Andrey Finonchenko | Tórsvøllur, Tórshavn Toeschouwers: 1.870 Scheidsrechter: Dumitru Muntean (MDA) |

|                                                     |                                                                   |       |                    |                                                                                      |
| 15 oktober WK-kwalificatie № 151 «onderlinge duels» | Ierland                                                           | 3 – 1 | Kazachstan         | Aviva Stadium, Dublin Toeschouwers: 21.700 Scheidsrechter: Vadims Direktorenko (LAT) |
| 15 oktober WK-kwalificatie № 151 «onderlinge duels» | Robbie Keane 17' (pen.) John O'Shea 26' Dmitriy Shomko 78' (e.d.) |       | 13' Dmitriy Shomko | Aviva Stadium, Dublin Toeschouwers: 21.700 Scheidsrechter: Vadims Direktorenko (LAT) |

## FIFA-wereldranglijst
| JAN | FEB | MAR | APR | MEI | JUN | JUL | AUG | SEP | OKT | NOV | DEC |
| --- | --- | --- | --- | --- | --- | --- | --- | --- | --- | --- | --- |
| 142 | 142 | 139 | 144 | 144 | 146 | 150 | 149 | 132 | 135 | 132 | 128 |

## Statistieken
| Andrey Sidelnikov     | 1980-03-08 | FK Aktobe           | 9 | 0 | 0 |
| Aleksandr Mokin       | 1981-06-19 | Sjachtjor Karaganda | 0 | 2 | 0 |
| Verdediging           |            |                     |   |   |   |
| Viktor Dmitrenko      | 1991-04-04 | FK Astana           | 8 | 0 | 1 |
| Mark Gorman           | 1989-02-09 | Kairat Almaty       | 7 | 1 | 0 |
| Kairat Nurdauletov    | 1982-11-06 | FK Astana           | 7 | 0 | 0 |
| Dmitriy Shomko        | 1990-03-19 | Irtysj Pavlodar     | 5 | 2 | 2 |
| Aleksandr Kislitsyn   | 1986-03-08 | Kairat Almaty       | 5 | 0 | 0 |
| Aleksandr Kirov       | 1984-09-04 | FK Astana           | 4 | 0 | 0 |
| Konstantin Engel      | 1988-07-27 | FC Ingolstadt 04 II | 3 | 1 | 0 |
| Aleksei Muldarov      | 1984-04-24 | FK Aktobe           | 3 | 0 | 0 |
| Heinrich Schmidtgal   | 1985-11-20 | Fortuna Düsseldorf  | 2 | 0 | 1 |
| Mukhtar Mukhtarov     | 1986-01-06 | Ordabasy Şımkent    | 1 | 0 | 0 |
| Middenveld            |            |                     |   |   |   |
| Valeriy Korobkin      | 1984-07-02 | FK Astana           | 7 | 1 | 0 |
| Maksat Baizhanov      | 1984-08-06 | Sjachtjor Karaganda | 4 | 2 | 0 |
| Yuriy Logvinenko      | 1988-07-22 | FK Aktobe           | 4 | 1 | 0 |
| Anatoliy Bogdanov     | 1981-08-07 | Tobol Kustanai      | 4 | 0 | 0 |
| Ulan Konysbaev        | 1989-05-28 | FK Astana           | 3 | 1 | 0 |
| Nurbol Zhumaskaliev   | 1981-05-11 | Tobol Kustanai      | 3 | 0 | 1 |
| Marat Khairullin      | 1984-04-26 | FK Aktobe           | 2 | 2 | 0 |
| Azat Nurgalijev       | 1987-06-30 | Ordabasy Şımkent    | 1 | 0 | 0 |
| Andrei Karpovich      | 1981-01-18 | Ordabasy Şımkent    | 1 | 0 | 0 |
| Zhambyl Kukeev        | 1988-09-20 | Kairat Almaty       | 0 | 2 | 0 |
| Pavel Shabalin        | 1988-10-23 | Irtysj Pavlodar     | 0 | 2 | 0 |
| Igor Yurin            | 1982-07-03 | Irtysj Pavlodar     | 0 | 2 | 0 |
| Marat Shakhmetov      | 1989-02-06 | FK Astana           | 0 | 2 | 0 |
| Oleg Nedashkovskiy    | 1987-09-09 | Kairat Almaty       | 0 | 1 | 0 |
| Kazbek Geteriev       | 1985-06-30 | Kairat Almaty       | 0 | 1 | 0 |
| Aanval                |            |                     |   |   |   |
| Sergej Chizjnitsjenko | 1991-07-17 | Sjachtjor Karaganda | 6 | 1 | 1 |
| Aleksey Shchetkin     | 1991-05-21 | Atıraw FK           | 3 | 2 | 0 |
| Sergej Ostapenko      | 1986-02-23 | FK Astana           | 2 | 3 | 0 |
| Andrey Finonchenko    | 1982-06-21 | Sjachtjor Karaganda | 2 | 2 | 2 |
| Baurzhan Dzholchiev   | 1990-05-08 | Tobol Kustanai      | 2 | 1 | 2 |
| Tanat Nuserbaev       | 1987-01-01 | FK Astana           | 1 | 0 | 0 |
| Sergey Gridin         | 1987-05-20 | FK Aktobe           | 0 | 1 | 0 |
| Timur Baizhanov       | 1990-03-30 | Kairat Almaty       | 0 | 1 | 0 |